# Paramelisa dollmani
Paramelisa dollmani är en fjärilsart som beskrevs av George Francis Hampson 1920. Paramelisa dollmani ingår i släktet Paramelisa och familjen björnspinnare. Inga underarter finns listade i Catalogue of Life.